# Reformierte Kirche Netstal

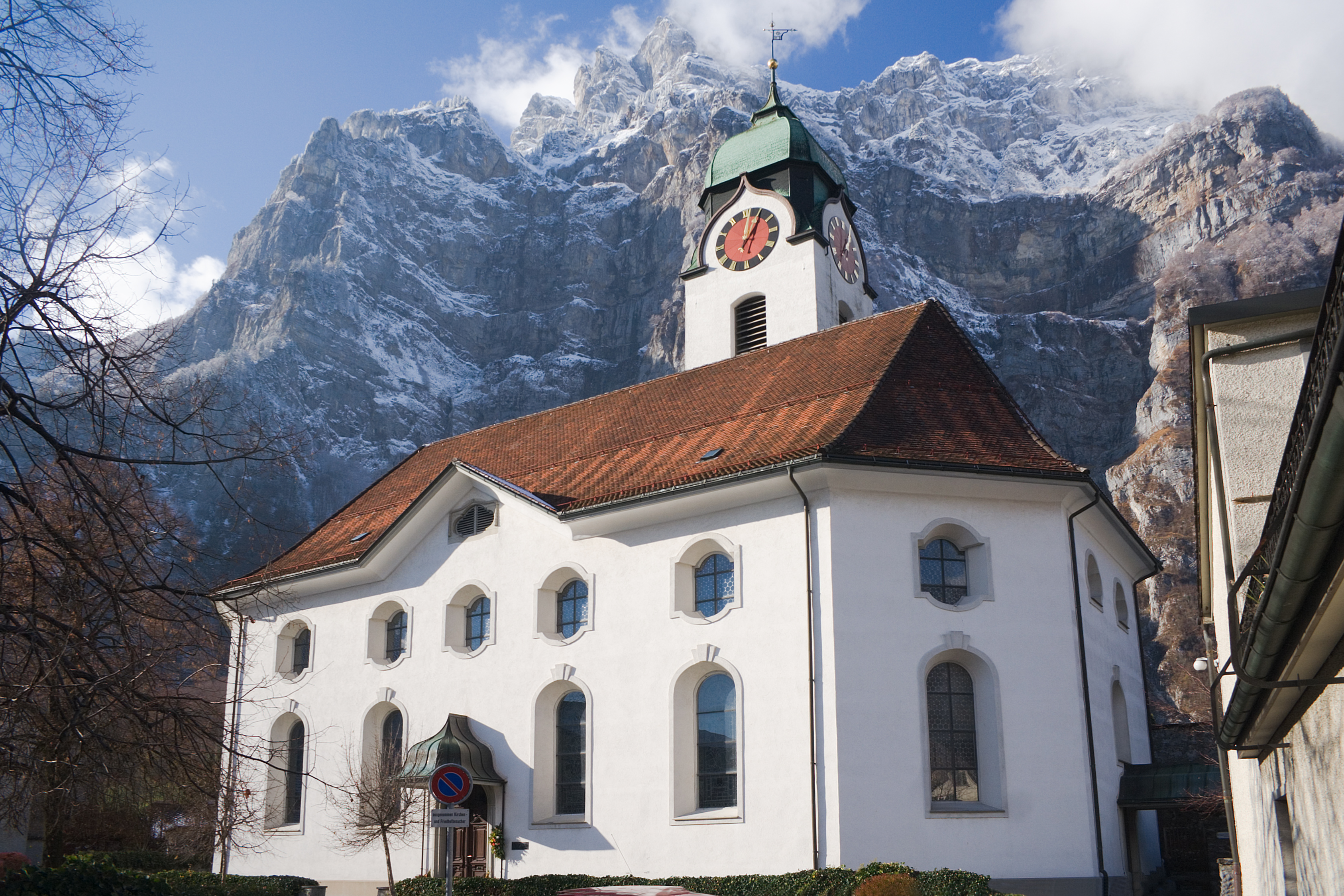
Die reformierte Kirche Netstal mit Wiggis

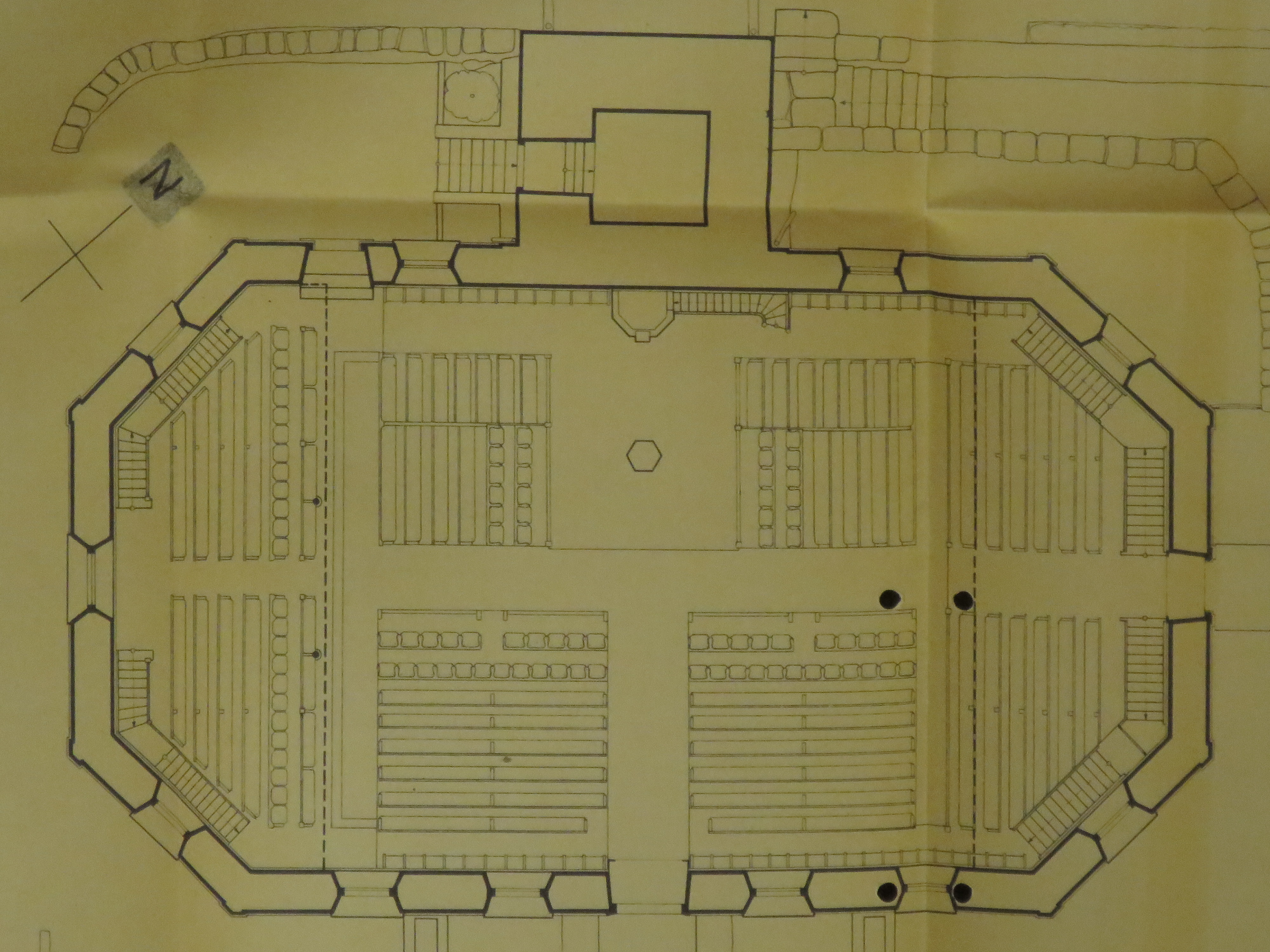
Grundriss

Die Reformierte Kirche Netstal ist eine  Querkirche in der Glarner Ortschaft Netstal, Schweiz.

## Geschichte
Seit 1697 existiert eine evangelische Kirche in Netstal. Die heutige Kirche wurde 1811–1813 im Ortskern als Querkirche errichtet. Als Architekten werden in der Literatur Johann Jakob Haltiner oder Leonhard Stüssi und Salomon Simmen genannt.

## Beschreibung
Die Kirche bildet im Grundriss ein Rechteck mit polygonalen Verlängerungen auf beiden Seiten. An die westliche Längsseite schliesst ein Turm mit Haubendach an. Die Zifferblätter des Uhrwerks befinden sich in schwungvollen Wimpergen. Die Fassaden werden durch hohe Rundbogenfenster und elegante Oberlichter sowie durch Vorzeichen mit Hauben geprägt. Diese Gestaltung steht in der spätbarocken Tradition der Querkirchen von Wädenswil (1767) und Horgen (1782).
Im Gegensatz zu den genannten Vorbildern nehmen die Emporen der Kirche aber lediglich die Schmalseiten ein, was dem Schema der Kirche Wilchingen (1676) entspricht. Ausserdem ist der vergleichsweise spärliche Stuck bereits in klassizistischen Formen gestaltet. Die Kanzel befindet sich gut sichtbar auf der Turmseite des Schiffs. Die Farbglasfenster in der Ostwand wurden 1902 und 1913 von Vertretern der Glasmalerdynastie Röttinger angefertigt.
Auf einer Seitenempore befindet sich eine Metzler-Orgel aus dem Jahr 1964. Sie hat einen Umfang von 33 Registern auf drei Manualen und Pedal.
Glocken
Das Glockengeläut im Turm der Netstaler reformierten Kirche besteht aus dem Hauptgeläut mit vier Kirchenglocken von 1899 aus der Glockengiesserei H. Rüetschi aus Aarau und dem so genannten Spälti-Glöggli, das noch aus dem ersten Geläut für diese Kirch stammt und 1698 von Heinrich Weitnauer, Basel gegossen worden war.
| Glocke | Name                     | Gewicht | Schlagton | Inschrift                                                   |
| ------ | ------------------------ | ------- | --------- | ----------------------------------------------------------- |
| 1      | Sonntags- und Festglocke | 3527 kg | B°        | «Friede sei mit euch – Jakob Spälti Russländer (1830–1895)» |
| 2      | Mittagsglocke            | 1850 kg | d′        | «Danket dem Herrn, denn er ist freundlich»                  |
| 3      | Abendglocke              | 1079 kg | f′        | «Christus ist mein Leben»                                   |
| 4      | Kinderglocke             | 459 kg  | b′        | «Selig sind die reinen Herzens sind»                        |
|        |                          |         |           |                                                             |
| 5      | Spälti-Glocke            | 430 kg  | h′        | siehe hier                                                  |

## Bilder

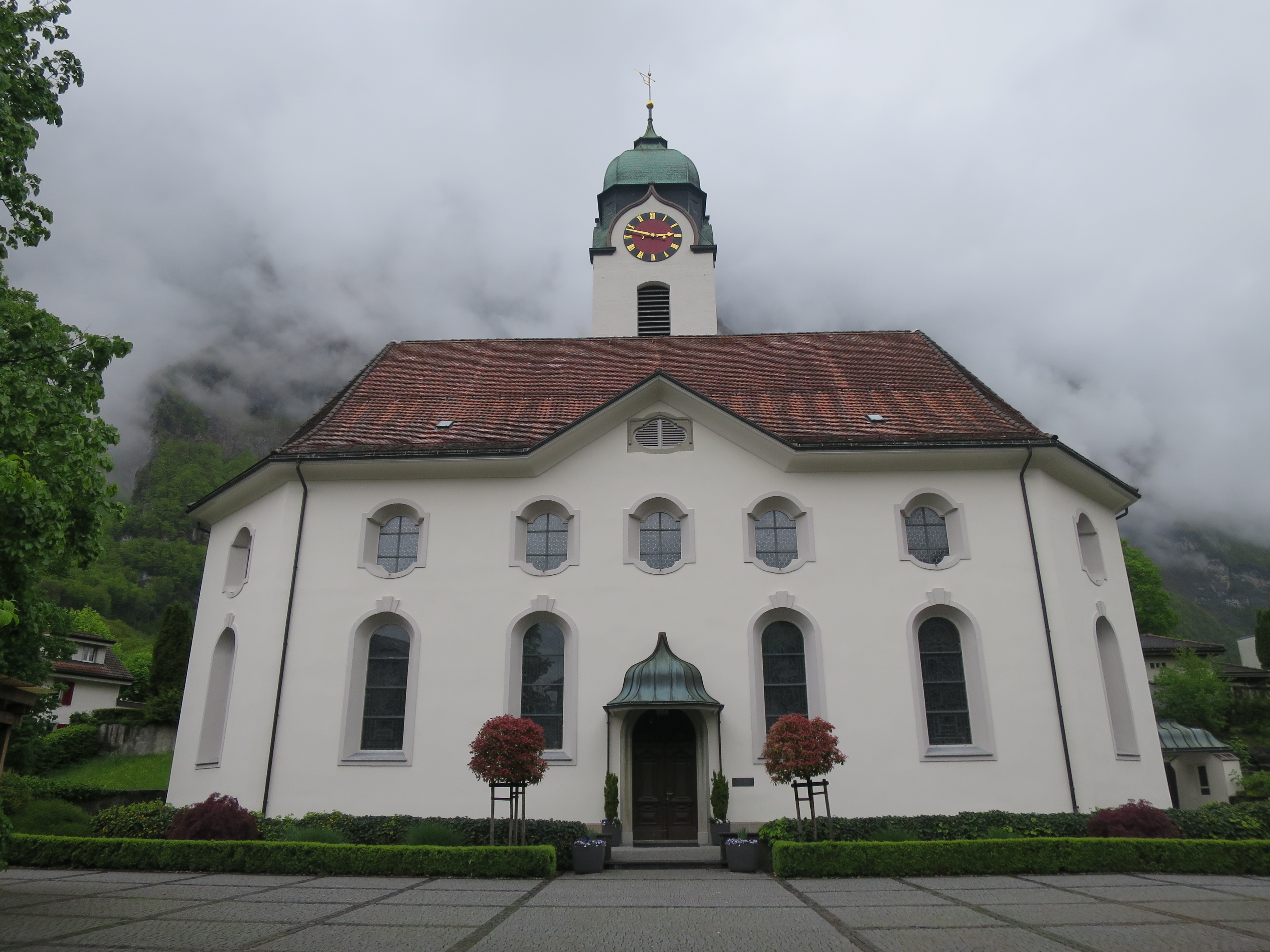
Hauptfassade
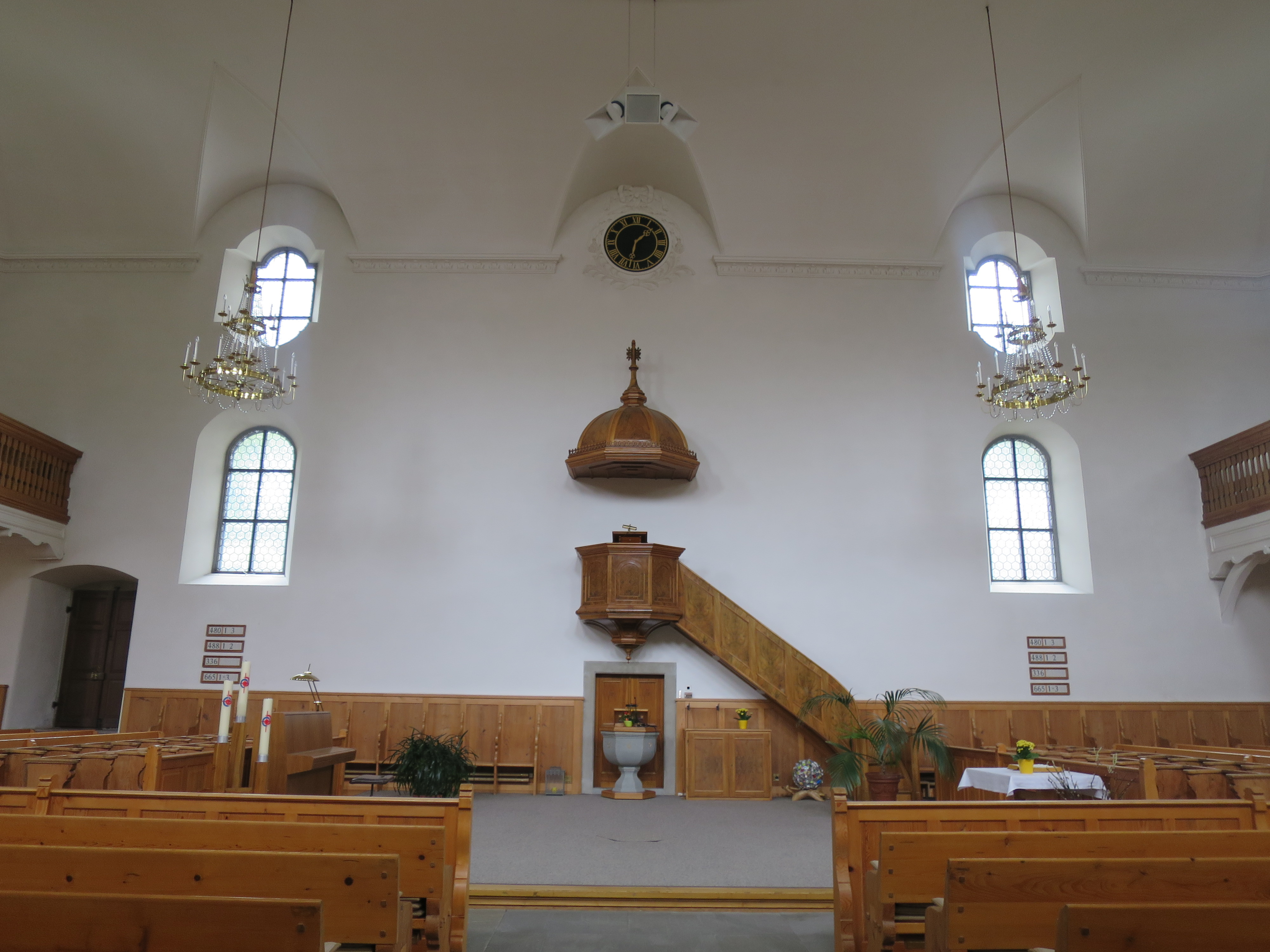
Kanzelwand
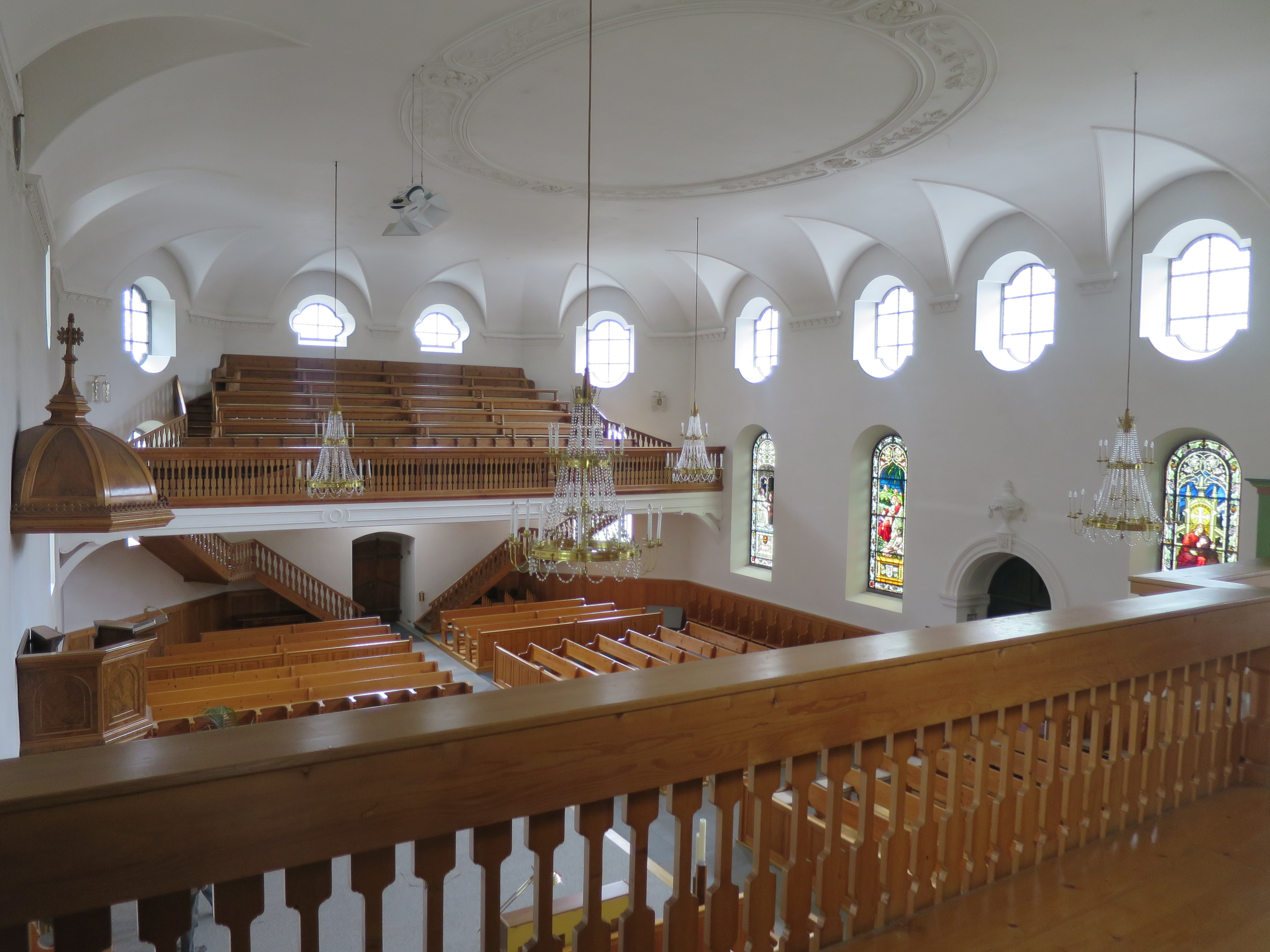
Gesamtansicht des Innenraums
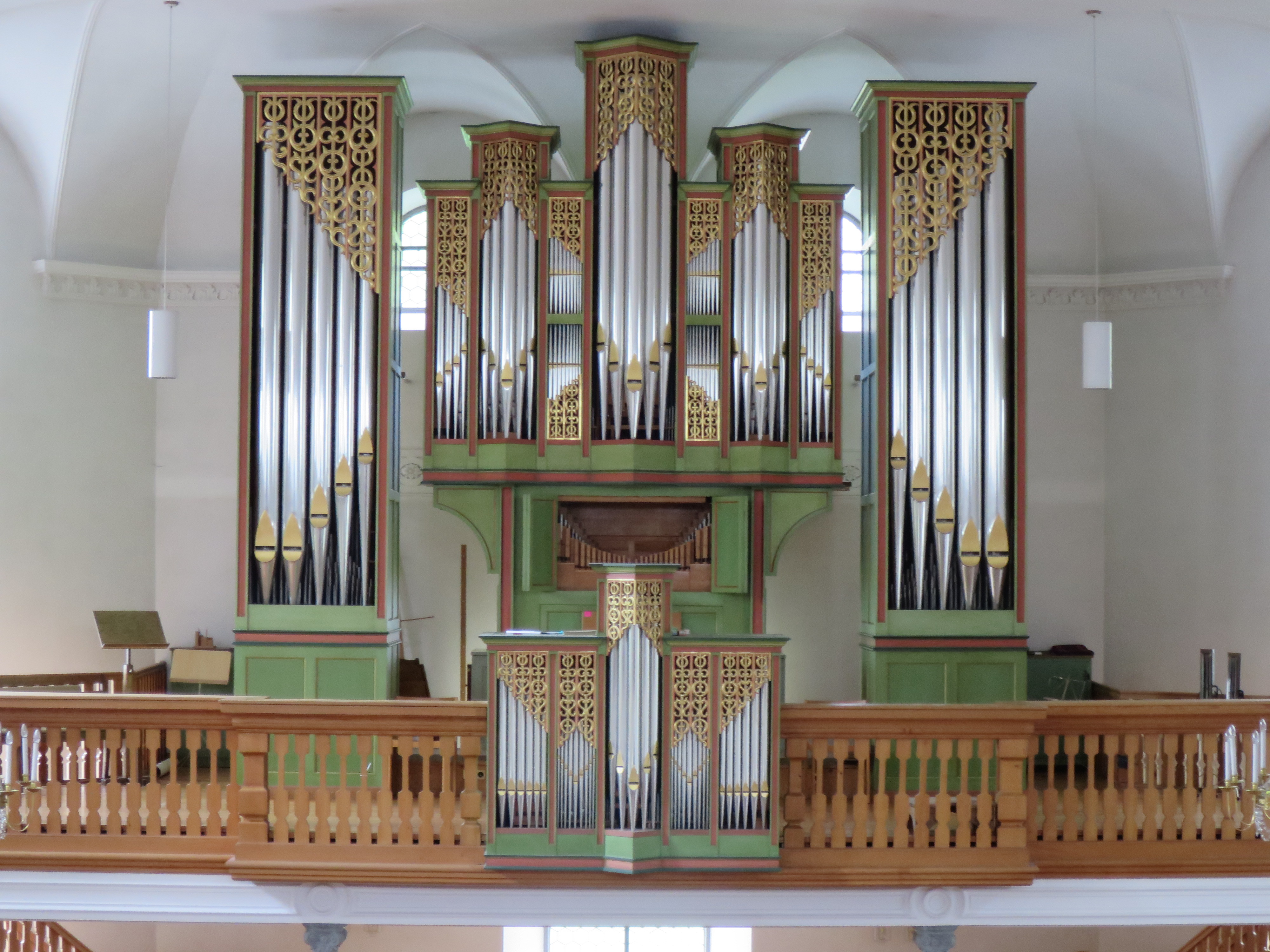
Metzler-Orgel